# Chonocephalus jamaicensis
Chonocephalus jamaicensis är en tvåvingeart som beskrevs av Charles Thomas Brues 1915. Chonocephalus jamaicensis ingår i släktet Chonocephalus och familjen puckelflugor. Inga underarter finns listade i Catalogue of Life.